# Iván Córdoba
Iván Ramiro Córdoba Sepúlveda (Rionegro, 11 agosto 1976) è un ex calciatore colombiano, di ruolo difensore.

## Biografia
Sposato con Maria Isabel, ha quattro figli: il terzo, nato nel 2008, è stato chiamato José. Ha la cittadinanza italiana, avendo ottenuto il riconoscimento nel 2011 dal sindaco di Cassina Rizzardi.
Nel 2005 ha fondato l'associazione "Colombia te quiere ver", per sostenere bambini ciechi in stato d'indigenza. Grazie all'impegno speso per lo sviluppo della fondazione, nel dicembre 2011 ha ricevuto (assieme a Clarence Seedorf, suo compagno di squadra all'Inter) il premio "L'Altropallone". Nel 2015 ha aperto un'accademia calcistica per ragazzi.
Nella primavera del 2016 ha pubblicato con la Mondadori la sua autobiografia Combattere da uomo in cui ripercorre gli anni all'Inter. Cinque anni dopo pubblicherà un’altra autobiografia intitolata Retrato de un luchador.

## Caratteristiche tecniche
Centrale difensivo, occasionalmente adattato al ruolo di laterale, sopperiva alla fisicità non eccelsa con la velocità – valsagli, tra l'altro, il soprannome di Speedy Gonzales in riferimento all'omonimo personaggio – e l'elevazione nel gioco aereo, dote che lo portò spesso a realizzare gol di testa.

## Carriera

### Giocatore

#### Club

##### Gli inizi
La fase iniziale della sua carriera si svolse in patria – dove vinse la Coppa Interamericana col Nacional Medellin nel 1997 – per poi trasferirsi in Argentina, militando al San Lorenzo per due stagioni.

##### Inter

###### I primi anni
Nel gennaio 2000 fu acquistato dall'Inter, ritagliandosi uno spazio importante nella formazione guidata da Marcello Lippi. Al primo quadriennio del colombiano in nerazzurro non corrispose tuttavia alcun trofeo, con il giocatore che fu inoltre protagonista di alcuni episodi controversi come l'espulsione nella gara contro il Venezia del 16 settembre 2001 – per una presunta gomitata a Bettarini – e l'autorete che causò l'eliminazione della squadra in semifinale di Coppa UEFA, con avversario l'olandese Feyenoord. Il 19 gennaio 2003 fu erroneamente espulso dall'arbitro Bertini nella sfida con il Perugia, per un tocco di palla con la gamba che il direttore di gara ritenne essere avvenuto con la mano.
Raggiunte le 100 presenze in Serie A al termine del campionato 2002-03, venne confermato tra i titolari anche durante la parentesi di Alberto Zaccheroni.

###### Il ciclo vittorioso di Mancini
Nella stagione 2004-05 l'Inter tornò al successo con il nuovo allenatore Roberto Mancini, vincendo la Coppa Italia che lo stesso difensore sollevò da capitano in sostituzione di Javier Zanetti. A seguito dei fatti di Calciopoli la squadra milanese avviò un dominio in campo nazionale, senza tuttavia cogliere le medesimi soddisfazioni sul fronte europeo: nel marzo 2007 il giocatore fu squalificato per due turni in Champions League, provvedimento riconducibile alla rissa verificatasi dopo la gara con il Valencia che aveva determinato l'eliminazione dei meneghini dal torneo.
Un infortunio subìto contro il Liverpool al crociato anteriore del ginocchio sinistro nel febbraio 2008 gli precluse il resto della stagione, terminata comunque con il trionfo interista in campionato.

###### I successi con Mourinho

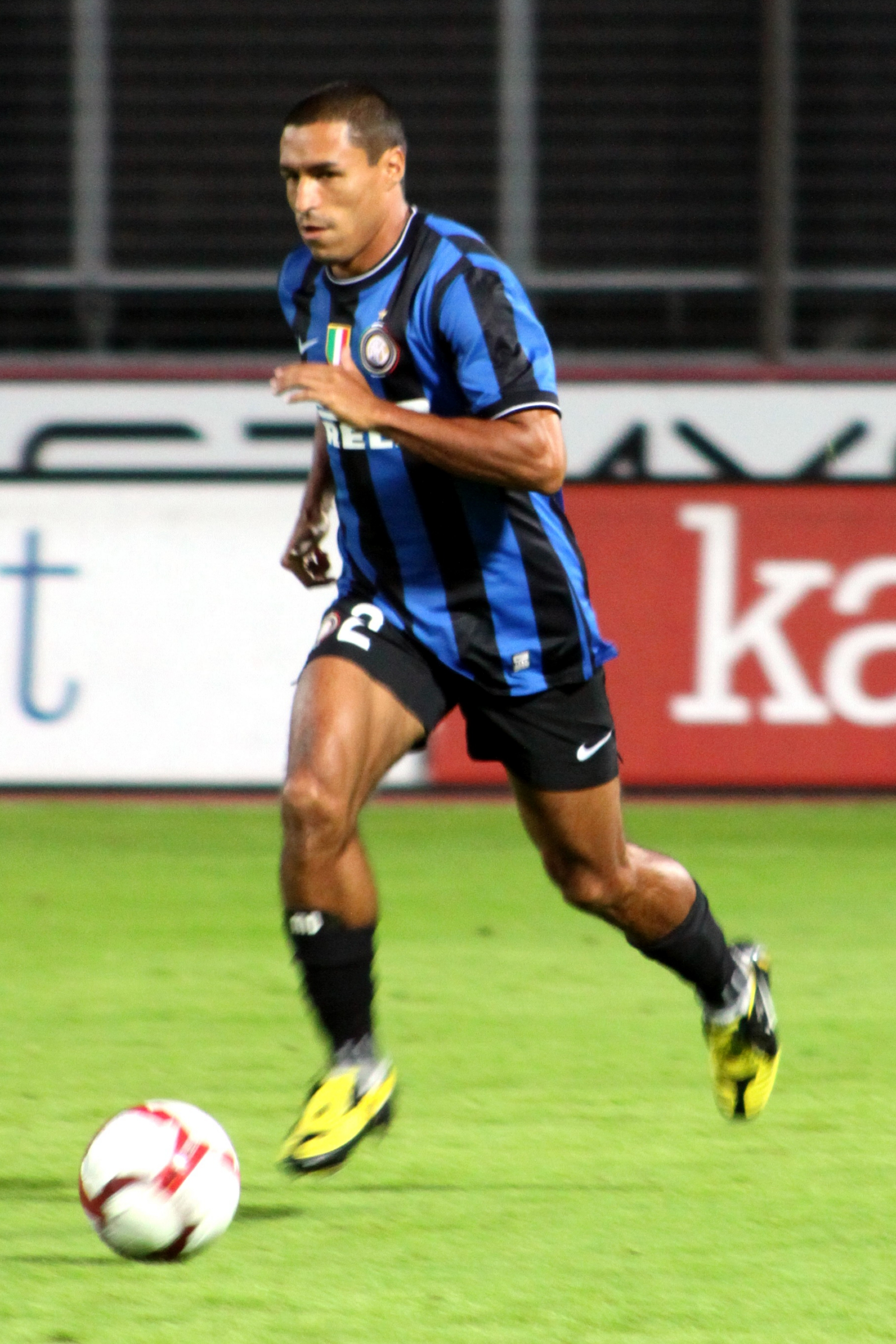
Córdoba in azione con la maglia dell'Inter nel 2009

Dopo il positivo ciclo, nell'estate 2008 Mancini venne sostituito da José Mourinho che rinnovò la fiducia al colombiano: Córdoba realizzò una rete decisiva sul campo della Reggina, viatico fondamentale per i nerazzurri che – dopo un avvio stentato – ripresero la propria egemonia in campionato, vincendo lo Scudetto per la quarta stagione di fila.
Complice l'arrivo di Lúcio al centro della retroguardia, nelle stagioni seguenti fu utilizzato con minor frequenza, ma si è potuto comunque fregiare del titolo di Campione d'Europa al termine della stagione 2009-2010, conclusa con la vittoria in Champions League contro il Bayern Monaco il 22 maggio 2010, oltre che con la vittoria del quinto Scudetto di fila e della Coppa Italia.

#### Ultimi anni e ritiro
Dopo avere militato per i nerazzurri per altre due stagioni trovando poco spazio a causa di problemi fisici, vincendo comunque Supercoppa, Mondiale per club e Coppa Italia nel 2010-2011, si ritira dall'attività agonistica avvenne al termine del campionato 2011-12, con l'ultima presenza in occasione della stracittadina milanese del 6 maggio 2012 vinta dai nerazzurri per 4-2.
È al nono posto nella classifica nerazzurra di apparizioni in Serie A, con un totale di 324 incontri disputati. In 12 anni e mezzo di militanza coi nerazzurri ha totalizzato 455 presenze e 18 reti tra campionato e coppe, oltre ad avere vinto 15 trofei.

#### Nazionale
Ha vestito la maglia della Colombia dal 1997 al 2010, segnando nel 2001 il gol che regalò ai Cafeteros la Copa América.

### Dopo il ritiro
Dopo aver abbandonato l'attività agonistica, ha fatto parte della dirigenza dell'Inter come team manager, ruolo svolto fino al settembre 2014.
A partire dal 10 febbraio 2021, ha vestito la carica di consigliere delegato dell'area sportiva del Venezia, nonché socio della stessa società. Il 27 giugno 2024, annuncia ufficialmente di aver lasciato i propri incarichi nella società lagunare.

## Statistiche

### Presenze e reti nei club
Statistiche aggiornate al 13 maggio 2012.
| Stagione                  | Squadra                   | Campionato                | Campionato | Campionato | Coppe nazionali | Coppe nazionali | Coppe nazionali | Coppe continentali | Coppe continentali | Coppe continentali | Altre coppe | Altre coppe | Altre coppe | Totale | Totale |
| Stagione                  | Squadra                   | Comp                      | Pres       | Reti       | Comp            | Pres            | Reti            | Comp               | Pres               | Reti               | Comp        | Pres        | Reti        | Pres   | Reti   |
| ------------------------- | ------------------------- | ------------------------- | ---------- | ---------- | --------------- | --------------- | --------------- | ------------------ | ------------------ | ------------------ | ----------- | ----------- | ----------- | ------ | ------ |
| 1994-1995                 | Deportivo Rionegro        | PB                        | 16         | 0          | -               | -               | -               | -                  | -                  | -                  | -           | -           | -           | 16     | 0      |
| 1995-1996                 | Deportivo Rionegro        | PB                        | 26         | 1          | -               | -               | -               | -                  | -                  | -                  | -           | -           | -           | 26     | 1      |
| Totale Deportivo Rionegro | Totale Deportivo Rionegro | Totale Deportivo Rionegro | 42         | 1          |                 | -               | -               |                    | -                  | -                  |             | -           | -           | 42     | 1      |
| 1996-1997                 | Atlético Nacional         | FPC                       | 31         | 1          | -               | -               | -               | -                  | -                  | -                  | -           | -           | -           | 31     | 1      |
| 1997-1998                 | Atlético Nacional         | FPC                       | 42         | 0          | -               | -               | -               | -                  | -                  | -                  | -           | -           | -           | 42     | 0      |
| Totale Nacional Medellin  | Totale Nacional Medellin  | Totale Nacional Medellin  | 73         | 1          |                 | -               | -               |                    | -                  | -                  |             | -           | -           | 73     | 1      |
| 1998                      | San Lorenzo               | PD                        | 24         | 2          | -               | -               | -               | -                  | -                  | -                  | -           | -           | -           | 24     | 2      |
| 1999                      | San Lorenzo               | PD                        | 35         | 6          | -               | -               | -               | -                  | -                  | -                  | -           | -           | -           | 35     | 6      |
| Totale San Lorenzo        | Totale San Lorenzo        | Totale San Lorenzo        | 59         | 8          |                 | -               | -               |                    | -                  | -                  |             | -           | -           | 59     | 8      |
| gen.-giu. 2000            | Inter                     | A                         | 19+1       | 0          | CI              | 5               | 0               | -                  | -                  | -                  | -           | -           | -           | 25     | 0      |
| 2000-2001                 | Inter                     | A                         | 23         | 0          | CI              | 3               | 1               | UCL+CU             | 2+7                | 0                  | SI          | 1           | 0           | 36     | 1      |
| 2001-2002                 | Inter                     | A                         | 30         | 1          | CI              | 1               | 0               | CU                 | 11                 | 0                  | -           | -           | -           | 42     | 1      |
| 2002-2003                 | Inter                     | A                         | 28         | 1          | CI              | 1               | 0               | UCL                | 16                 | 1                  | -           | -           | -           | 45     | 2      |
| 2003-2004                 | Inter                     | A                         | 31         | 1          | CI              | 5               | 0               | UCL+CU             | 6+5                | 0                  | -           | -           | -           | 47     | 1      |
| 2004-2005                 | Inter                     | A                         | 32         | 3          | CI              | 4               | 0               | UCL                | 10                 | 0                  | -           | -           | -           | 46     | 3      |
| 2005-2006                 | Inter                     | A                         | 35         | 4          | CI              | 3               | 0               | UCL                | 9                  | 0                  | SI          | 1           | 0           | 48     | 4      |
| 2006-2007                 | Inter                     | A                         | 29         | 0          | CI              | 5               | 1               | UCL                | 7                  | 0                  | SI          | 0           | 0           | 41     | 1      |
| 2007-2008                 | Inter                     | A                         | 20         | 3          | CI              | 1               | 0               | UCL                | 5                  | 0                  | SI          | 1           | 0           | 27     | 3      |
| 2008-2009                 | Inter                     | A                         | 28         | 2          | CI              | 2               | 0               | UCL                | 7                  | 0                  | SI          | 0           | 0           | 37     | 2      |
| 2009-2010                 | Inter                     | A                         | 21         | 0          | CI              | 2               | 0               | UCL                | 2                  | 0                  | SI          | 0           | 0           | 25     | 0      |
| 2010-2011                 | Inter                     | A                         | 22         | 0          | CI              | 1               | 0               | UCL                | 5                  | 0                  | SI+SU+Cmc   | 0+0+2       | 0           | 30     | 0      |
| 2011-2012                 | Inter                     | A                         | 5          | 0          | CI              | 1               | 0               | UCL                | 0                  | 0                  | SI          | 0           | 0           | 6      | 0      |
| Totale Inter              | Totale Inter              | Totale Inter              | 323+1      | 15+0       |                 | 34              | 2               |                    | 92                 | 1                  |             | 5           | 0           | 455    | 18     |
| Totale Carriera           | Totale Carriera           | Totale Carriera           | 497+1      | 25+0       |                 | 34              | 2               |                    | 92                 | 1                  |             | 5           | 0           | 629    | 28     |

### Cronologia presenze e reti in nazionale
| Cronologia completa delle presenze e delle reti in nazionale ― Colombia | Cronologia completa delle presenze e delle reti in nazionale ― Colombia | Cronologia completa delle presenze e delle reti in nazionale ― Colombia | Cronologia completa delle presenze e delle reti in nazionale ― Colombia | Cronologia completa delle presenze e delle reti in nazionale ― Colombia | Cronologia completa delle presenze e delle reti in nazionale ― Colombia | Cronologia completa delle presenze e delle reti in nazionale ― Colombia | Cronologia completa delle presenze e delle reti in nazionale ― Colombia |
| Data                                                                    | Città                                                                   | In casa                                                                 | Risultato                                                               | Ospiti                                                                  | Competizione                                                            | Reti                                                                    | Note                                                                    |
| ----------------------------------------------------------------------- | ----------------------------------------------------------------------- | ----------------------------------------------------------------------- | ----------------------------------------------------------------------- | ----------------------------------------------------------------------- | ----------------------------------------------------------------------- | ----------------------------------------------------------------------- | ----------------------------------------------------------------------- |
| 16-6-1997                                                               | Santa Cruz                                                              | Colombia                                                                | 4 – 1                                                                   | Costa Rica                                                              | Coppa America 1997 - 1º turno                                           | -                                                                       |                                                                         |
| 19-6-1997                                                               | Santa Cruz                                                              | Brasile                                                                 | 2 – 0                                                                   | Colombia                                                                | Coppa America 1997 - 1º turno                                           | -                                                                       |                                                                         |
| 21-6-1997                                                               | La Paz                                                                  | Bolivia                                                                 | 2 – 1                                                                   | Colombia                                                                | Coppa America 1997 - Quarti di finale                                   | -                                                                       |                                                                         |
| 20-7-1997                                                               | Barranquilla                                                            | Colombia                                                                | 1 – 0                                                                   | Ecuador                                                                 | Qual. Mondiali 1998                                                     | -                                                                       |                                                                         |
| 6-8-1997                                                                | Kingston                                                                | Giamaica                                                                | 1 – 0                                                                   | Colombia                                                                | Amichevole                                                              | -                                                                       |                                                                         |
| 20-8-1997                                                               | Barranquilla                                                            | Colombia                                                                | 3 – 0                                                                   | Bolivia                                                                 | Qual. Mondiali 1998                                                     | -                                                                       |                                                                         |
| 10-9-1997                                                               | Barranquilla                                                            | Colombia                                                                | 1 – 0                                                                   | Venezuela                                                               | Qual. Mondiali 1998                                                     | -                                                                       |                                                                         |
| 8-10-1997                                                               | Oslo                                                                    | Norvegia                                                                | 0 – 0                                                                   | Colombia                                                                | Amichevole                                                              | -                                                                       |                                                                         |
| 16-11-1997                                                              | Buenos Aires                                                            | Argentina                                                               | 1 – 1                                                                   | Colombia                                                                | Qual. Mondiali 1998                                                     | -                                                                       |                                                                         |
| 22-4-1998                                                               | Santiago del Cile                                                       | Cile                                                                    | 2 – 2                                                                   | Colombia                                                                | Amichevole                                                              | -                                                                       |                                                                         |
| 23-5-1998                                                               | New York                                                                | Colombia                                                                | 2 – 2                                                                   | Scozia                                                                  | Amichevole                                                              | -                                                                       |                                                                         |
| 30-5-1998                                                               | Francoforte                                                             | Germania                                                                | 3 – 1                                                                   | Colombia                                                                | Amichevole                                                              | -                                                                       | Ammonizione                                                             |
| 3-6-1998                                                                | Bruxelles                                                               | Belgio                                                                  | 2 – 0                                                                   | Colombia                                                                | Amichevole                                                              | -                                                                       |                                                                         |
| 9-2-1999                                                                | Miami                                                                   | Colombia                                                                | 3 – 3                                                                   | Germania                                                                | Amichevole                                                              | 1                                                                       |                                                                         |
| 22-4-1999                                                               | Luque                                                                   | Paraguay                                                                | 0 – 2                                                                   | Colombia                                                                | Amichevole                                                              | -                                                                       |                                                                         |
| 17-6-1999                                                               | Manizales                                                               | Colombia                                                                | 3 – 3                                                                   | Perù                                                                    | Amichevole                                                              | -                                                                       |                                                                         |
| 1-7-1999                                                                | Asunción                                                                | Uruguay                                                                 | 0 – 1                                                                   | Colombia                                                                | Coppa America 1999 - 1º turno                                           | -                                                                       |                                                                         |
| 4-7-1999                                                                | Luque                                                                   | Argentina                                                               | 0 – 3                                                                   | Colombia                                                                | Coppa America 1999 - 1º turno                                           | 1                                                                       |                                                                         |
| 11-7-1999                                                               | Luque                                                                   | Colombia                                                                | 2 – 3                                                                   | Cile                                                                    | Coppa America 1999 - Quarti di finale                                   | -                                                                       | 62’                                                                     |
| 13-10-1999                                                              | Córdoba                                                                 | Argentina                                                               | 2 – 1                                                                   | Colombia                                                                | Amichevole                                                              | 1                                                                       | ?’, 87’                                                                 |
| 28-3-2000                                                               | Bogotà                                                                  | Colombia                                                                | 0 – 0                                                                   | Brasile                                                                 | Qual. Mondiali 2002                                                     | -                                                                       |                                                                         |
| 26-4-2000                                                               | La Paz                                                                  | Bolivia                                                                 | 1 – 1                                                                   | Colombia                                                                | Qual. Mondiali 2002                                                     | -                                                                       |                                                                         |
| 27-5-2000                                                               | New York                                                                | Giamaica                                                                | 0 – 3                                                                   | Colombia                                                                | Amichevole                                                              | -                                                                       |                                                                         |
| 4-6-2000                                                                | Bogotà                                                                  | Colombia                                                                | 3 – 0                                                                   | Venezuela                                                               | Qual. Mondiali 2002                                                     | 1                                                                       |                                                                         |
| 29-6-2000                                                               | Bogotà                                                                  | Colombia                                                                | 1 – 3                                                                   | Argentina                                                               | Qual. Mondiali 2002                                                     | -                                                                       |                                                                         |
| 19-7-2000                                                               | Lima                                                                    | Perù                                                                    | 0 – 1                                                                   | Colombia                                                                | Qual. Mondiali 2002                                                     | -                                                                       |                                                                         |
| 25-7-2000                                                               | Quito                                                                   | Ecuador                                                                 | 1 – 0                                                                   | Colombia                                                                | Qual. Mondiali 2002                                                     | -                                                                       |                                                                         |
| 15-8-2000                                                               | Bogotà                                                                  | Colombia                                                                | 1 – 0                                                                   | Uruguay                                                                 | Qual. Mondiali 2002                                                     | -                                                                       |                                                                         |
| 2-9-2000                                                                | Santiago del Cile                                                       | Cile                                                                    | 0 – 1                                                                   | Colombia                                                                | Qual. Mondiali 2002                                                     | -                                                                       | cap.                                                                    |
| 7-10-2000                                                               | Bogotà                                                                  | Colombia                                                                | 0 – 2                                                                   | Paraguay                                                                | Qual. Mondiali 2002                                                     | -                                                                       | 32’                                                                     |
| 11-7-2001                                                               | Barranquilla                                                            | Colombia                                                                | 2 – 0                                                                   | Venezuela                                                               | Coppa America 2001 - 1º turno                                           | -                                                                       | 66’                                                                     |
| 14-7-2001                                                               | Barranquilla                                                            | Colombia                                                                | 1 – 0                                                                   | Ecuador                                                                 | Coppa America 2001 - 1º turno                                           | -                                                                       |                                                                         |
| 17-7-2001                                                               | Barranquilla                                                            | Colombia                                                                | 2 – 0                                                                   | Cile                                                                    | Coppa America 2001 - 1º turno                                           | -                                                                       | cap. 90+1’                                                              |
| 26-7-2001                                                               | Manizales                                                               | Colombia                                                                | 2 – 0                                                                   | Honduras                                                                | Coppa America 2001 - Semifinale                                         | -                                                                       |                                                                         |
| 29-7-2001                                                               | Bogotà                                                                  | Messico                                                                 | 0 – 1                                                                   | Colombia                                                                | Coppa America 2001 - Finale                                             | 1                                                                       | [ 50 ]                                                                  |
| 16-8-2001                                                               | Bogotà                                                                  | Colombia                                                                | 0 – 1                                                                   | Perù                                                                    | Qual. Mondiali 2002                                                     | -                                                                       |                                                                         |
| 5-9-2001                                                                | Bogotà                                                                  | Colombia                                                                | 0 – 0                                                                   | Ecuador                                                                 | Qual. Mondiali 2002                                                     | -                                                                       |                                                                         |
| 7-10-2001                                                               | Montevideo                                                              | Uruguay                                                                 | 1 – 1                                                                   | Colombia                                                                | Qual. Mondiali 2002                                                     | -                                                                       | cap.                                                                    |
| 7-11-2001                                                               | Bogotà                                                                  | Colombia                                                                | 3 – 1                                                                   | Cile                                                                    | Qual. Mondiali 2002                                                     | -                                                                       | cap.                                                                    |
| 14-11-2001                                                              | Asunción                                                                | Paraguay                                                                | 0 – 4                                                                   | Colombia                                                                | Qual. Mondiali 2002                                                     | -                                                                       |                                                                         |
| 12-2-2003                                                               | Phoenix                                                                 | Messico                                                                 | 0 – 0                                                                   | Colombia                                                                | Amichevole                                                              | -                                                                       |                                                                         |
| 27-3-2003                                                               | Pusan                                                                   | Corea del Sud                                                           | 0 – 0                                                                   | Colombia                                                                | Amichevole                                                              | -                                                                       |                                                                         |
| 8-6-2003                                                                | Madrid                                                                  | Colombia                                                                | 0 – 0                                                                   | Ecuador                                                                 | Amichevole                                                              | -                                                                       |                                                                         |
| 18-6-2003                                                               | Lione                                                                   | Francia                                                                 | 1 – 0                                                                   | Colombia                                                                | Conf. Cup 2003 - 1º turno                                               | -                                                                       | 89’                                                                     |
| 20-6-2003                                                               | Lione                                                                   | Colombia                                                                | 3 – 1                                                                   | Nuova Zelanda                                                           | Conf. Cup 2003 - 1º turno                                               | -                                                                       | 60’                                                                     |
| 26-6-2003                                                               | Lione                                                                   | Camerun                                                                 | 1 – 0                                                                   | Colombia                                                                | Conf. Cup 2003 - Semifinale                                             | -                                                                       | 49’                                                                     |
| 28-6-2003                                                               | Saint-Étienne                                                           | Colombia                                                                | 1 – 2                                                                   | Turchia                                                                 | Conf. Cup 2003 - Finale 3º posto                                        | -                                                                       | cap.                                                                    |
| 7-9-2003                                                                | Barranquilla                                                            | Colombia                                                                | 1 – 2                                                                   | Brasile                                                                 | Qual. Mondiali 2006                                                     | -                                                                       | cap.                                                                    |
| 10-9-2003                                                               | La Paz                                                                  | Bolivia                                                                 | 4 – 0                                                                   | Colombia                                                                | Qual. Mondiali 2006                                                     | -                                                                       | 64’                                                                     |
| 19-11-2003                                                              | Barranquilla                                                            | Colombia                                                                | 1 – 1                                                                   | Argentina                                                               | Qual. Mondiali 2006                                                     | -                                                                       | cap.                                                                    |
| 31-3-2004                                                               | Lima                                                                    | Perù                                                                    | 0 – 2                                                                   | Colombia                                                                | Qual. Mondiali 2006                                                     | -                                                                       |                                                                         |
| 2-6-2004                                                                | Quito                                                                   | Ecuador                                                                 | 2 – 1                                                                   | Colombia                                                                | Qual. Mondiali 2006                                                     | -                                                                       | 76’                                                                     |
| 5-9-2004                                                                | Santiago del Cile                                                       | Cile                                                                    | 0 – 0                                                                   | Colombia                                                                | Qual. Mondiali 2006                                                     | -                                                                       | cap.                                                                    |
| 9-10-2004                                                               | Barranquilla                                                            | Colombia                                                                | 1 – 1                                                                   | Paraguay                                                                | Qual. Mondiali 2006                                                     | -                                                                       |                                                                         |
| 13-10-2004                                                              | Maceió                                                                  | Brasile                                                                 | 0 – 0                                                                   | Colombia                                                                | Qual. Mondiali 2006                                                     | -                                                                       |                                                                         |
| 17-11-2004                                                              | Barranquilla                                                            | Colombia                                                                | 1 – 0                                                                   | Bolivia                                                                 | Qual. Mondiali 2006                                                     | -                                                                       | cap.                                                                    |
| 26-3-2005                                                               | Maracaibo                                                               | Venezuela                                                               | 0 – 0                                                                   | Colombia                                                                | Qual. Mondiali 2006                                                     | -                                                                       |                                                                         |
| 30-3-2005                                                               | Buenos Aires                                                            | Argentina                                                               | 1 – 0                                                                   | Colombia                                                                | Qual. Mondiali 2006                                                     | -                                                                       |                                                                         |
| 4-9-2005                                                                | Montevideo                                                              | Uruguay                                                                 | 3 – 2                                                                   | Colombia                                                                | Qual. Mondiali 2006                                                     | -                                                                       |                                                                         |
| 8-10-2005                                                               | Barranquilla                                                            | Colombia                                                                | 1 – 1                                                                   | Cile                                                                    | Qual. Mondiali 2006                                                     | -                                                                       | cap. 7’                                                                 |
| 12-10-2005                                                              | Asunción                                                                | Paraguay                                                                | 0 – 1                                                                   | Colombia                                                                | Qual. Mondiali 2006                                                     | -                                                                       |                                                                         |
| 25-3-2007                                                               | Miami                                                                   | Svizzera                                                                | 1 – 3                                                                   | Colombia                                                                | Amichevole                                                              | -                                                                       | 50’                                                                     |
| 28-3-2007                                                               | Bogotà                                                                  | Colombia                                                                | 2 – 0                                                                   | Paraguay                                                                | Amichevole                                                              | -                                                                       |                                                                         |
| 3-6-2007                                                                | Matsumoto                                                               | Colombia                                                                | 1 – 0                                                                   | Montenegro                                                              | Amichevole                                                              | -                                                                       |                                                                         |
| 23-6-2007                                                               | Barranquilla                                                            | Colombia                                                                | 3 – 1                                                                   | Ecuador                                                                 | Amichevole                                                              | -                                                                       |                                                                         |
| 28-6-2007                                                               | Maracaibo                                                               | Paraguay                                                                | 5 – 0                                                                   | Colombia                                                                | Coppa America 2007 - 1º turno                                           | -                                                                       |                                                                         |
| 2-7-2007                                                                | Maracaibo                                                               | Argentina                                                               | 4 – 2                                                                   | Colombia                                                                | Coppa America 2007 - 1º turno                                           | -                                                                       |                                                                         |
| 12-8-2009                                                               | New York                                                                | Colombia                                                                | 1 – 2                                                                   | Venezuela                                                               | Amichevole                                                              | -                                                                       |                                                                         |
| 5-9-2009                                                                | Medellín                                                                | Colombia                                                                | 2 – 0                                                                   | Ecuador                                                                 | Qual. Mondiali 2010                                                     | -                                                                       |                                                                         |
| 9-9-2009                                                                | Montevideo                                                              | Uruguay                                                                 | 3 – 1                                                                   | Colombia                                                                | Qual. Mondiali 2010                                                     | -                                                                       |                                                                         |
| 14-10-2009                                                              | Asunción                                                                | Paraguay                                                                | 0 – 2                                                                   | Colombia                                                                | Qual. Mondiali 2010                                                     | -                                                                       | cap. 41’                                                                |
| 3-9-2010                                                                | Puerto La Cruz                                                          | Venezuela                                                               | 0 – 2                                                                   | Colombia                                                                | Amichevole                                                              | -                                                                       |                                                                         |
| 7-9-2010                                                                | Monterrey                                                               | Messico                                                                 | 1 – 0                                                                   | Colombia                                                                | Amichevole                                                              | -                                                                       |                                                                         |
| Totale                                                                  |                                                                         | Presenze                                                                | 73                                                                      |                                                                         | Reti                                                                    | 5                                                                       |                                                                         |

## Palmarès

### Club

#### Competizioni nazionali

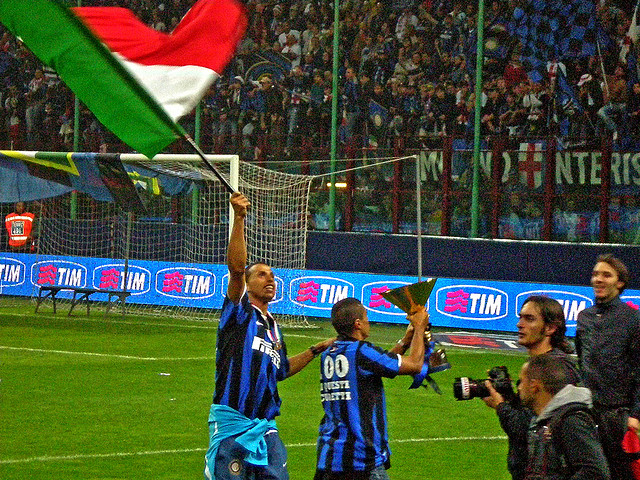
Córdoba festeggia la vittoria dello scudetto 2007-2008

- Coppa Italia: 4

Inter: 2004-2005, 2005-2006, 2009-2010, 2010-2011
- Supercoppa italiana: 4

Inter: 2005, 2006, 2008, 2010
- Campionato italiano: 5

Inter: 2005-2006, 2006-2007, 2007-2008, 2008-2009, 2009-2010

#### Competizioni internazionali
- Coppa Interamericana: 1

Atlético Nacional: 1995
- UEFA Champions League: 1

Inter: 2009-2010
- Coppa del mondo per club: 1

Inter: 2010

### Nazionale
- Coppa America: 1

2001

### Individuale
- Equipo Ideal de América: 1

1999

## Opere
- Cordoba. Combattere da uomo, Mondadori Editore, 2016, ISBN 9788891806833.